# John Dee
John Dee   (Londres, 13 de juliol de 1527 - Mortlake, 26 de març de 1609) fou un matemàtic, astrònom, astròleg, ocultista, navegant, servidor de l'Imperi britànic i assessor de la reina Elisabet I d'Anglaterra, d'origen gal·lès. Va dedicar gran part de la seva vida a l'estudi de l'alquímia, l'endevinació i l'hermetisme.

## Biografia
Dee va néixer el 1527 a la parròquia de St Dunstan-in-the-East, a prop de la Torre de Londres, fill d'un pròsper sastre i comerciant de teixit. Va créixer en els darrers anys de la societat catòlica anglesa. Entre 1542 i 1545 va estudiar al St. John's College de la universitat de Cambridge i va ser nomenat fellow del Trinity College (Cambridge) el 1546. El 1548 va deixar Anglaterra per anar a estudiar a la universitat de Lovaina on va adquirir una gran reputació intel·lectual en el continent europeu i va treballar amb Gerardus Mercator i Abraham Ortelius. Després d'una breu estança a París estudiant l'aplicació de les matemàtiques als problemes de la navegació, l'octubre de 1551 va retornar a Londres, després de rebutjar una oferta del rei Enric II de França de ser professor de matemàtiques a París.
En retornar a Anglaterra, el negoci del pare havia fet fallida i ell va residir al Trinity College fent de tutor de Robert Dudley i de consultor esporàdic pel rei Eduard VI d'Anglaterra fins que aquest va morir el 1553. El seu bon nom es va mantenir, malgrat els canvis de rei i de polítiques, tot i que entre juny i agost de 1555 va estar empresonat sota la falsa acusació de voler embruixar la reina Maria I d'Anglaterra. Des del seu temps a Lovaina, Dee es va aficionar a recollir tota mena de llibres i manuscrits, arribant a tenir una col·lecció que era la més gran d'Anglaterra, tot i que no s'explica d'on va treure els diners per aconseguir-la; per això, el 1556 va presentar un projecte a la reina catòlica per la recuperació de llibres i manuscrits dels monestirs tancats durant les guerres de religió creant, així, una Biblioteca Reial. També a partir de 1556 va començar a estudiar intensivament alquímia.
En pujar al tron Elisabet I d'Anglaterra (1558) va posar plena confiança en Dee i el va cridar sovint com consultor; tot i així, no va ser fins al 1596 que el va nomenar tutor del Christ's College de Manchester, institució en la qual Dee mai es va sentir a gust. El 1565 es va casar amb Katherine Constable i el 1575 es va tornar a casar per segona vegada amb una dona, de nom desconegut, que va morir el 1576. El 1578 va tenir un nou matrimoni amb Jane Fromond, del qual van néixer els seus sis fills.
El 1603, en pujar al tron Jaume I d'Anglaterra, se li va fer la vida més complicada. El 1605 els fellows del Christ's College el forcen a dimitir i moren la seva dona i alguns dels seus fills en l'epidèmia que va devastar Manchester. Va retornar a Londres, on va estar vivint de la caritat del gremi de teixidors fins que va morir el 1609 en la més extrema pobresa.

## Ciència
Dee va tocar tant l'àmbit de la ciència com el de la màgia, de manera que amb prou feines se'n distingien. Una de les persones més erudites de la seva època, fou convidat a ensenyar àlgebra avançada a la Universitat de París quan només tenia vint-i-pocs anys. Fou un gran defensor de les matemàtiques i un astrònom respectat, però també un navegant expert que participà molt activament en els viatges d'exploració que va emprendre Anglaterra durant l'era dels descobriments.
D'especial influència va ser el pròleg que escrigué per a la primera traducció dels Elements d'Euclides a l'anglès, publicada el 1570 pel seu amic Henry Billingsley, i en el qual no solament va exposar les aplicacions de la geometria i l'aritmètica en els camps de les matemàtiques i la filosofia natural, sinó també en el de les coses sobrenaturals, eternes i divines.

## Màgia

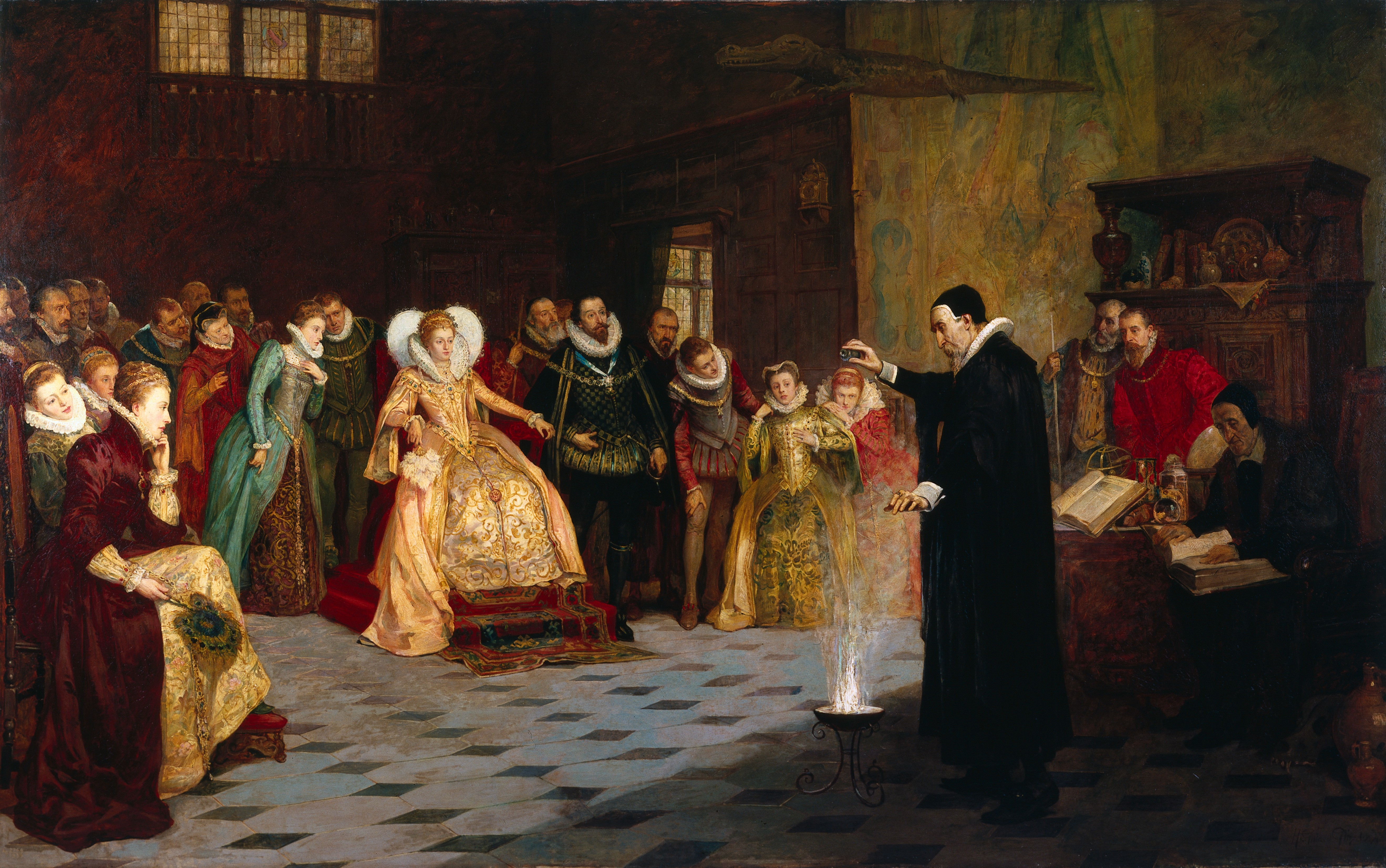
John Dee fent una demostració davant la reina Elisabet I, segons un quadre de 1913, aproximadament, de Henry Gillard Glindoni.

Simultàniament amb tota aquesta erudició científica, Dee es capbussà amb el mateix entusiasme en el món de la màgia, l'astrologia i la filosofia hermètica. Emprà molt de temps i esforç en els darrers trenta anys de la seva vida per buscar la comunió amb els àngels a fi d'aprendre el llenguatge universal de la Creació i promoure la unitat de tota la humanitat abans de l'apocalipsi. Com a estudiós del redescobert platonisme de Marsilio Ficino, Dee no feia distincions entre les seves recerques matemàtiques i els seus assajos en la màgia hermètica, la invocació als àngels i l'endevinació. De fet, considerava que totes les seves activitats eren en realitat diverses facetes de la mateixa investigació: la recerca del coneixement transcendent de les formes substancials que serien la base del món visible, allò que Dee anomenava "veritats pures".
El 1558 va publicar el seu primer llibre sobre el tema, Propaedeumata aphoristica, en el qual intersecava les teories òptiques d'Al-Kindí i de Roger Bacon amb les suposades influències ocultes dels cossos celestials.

## Alquímia

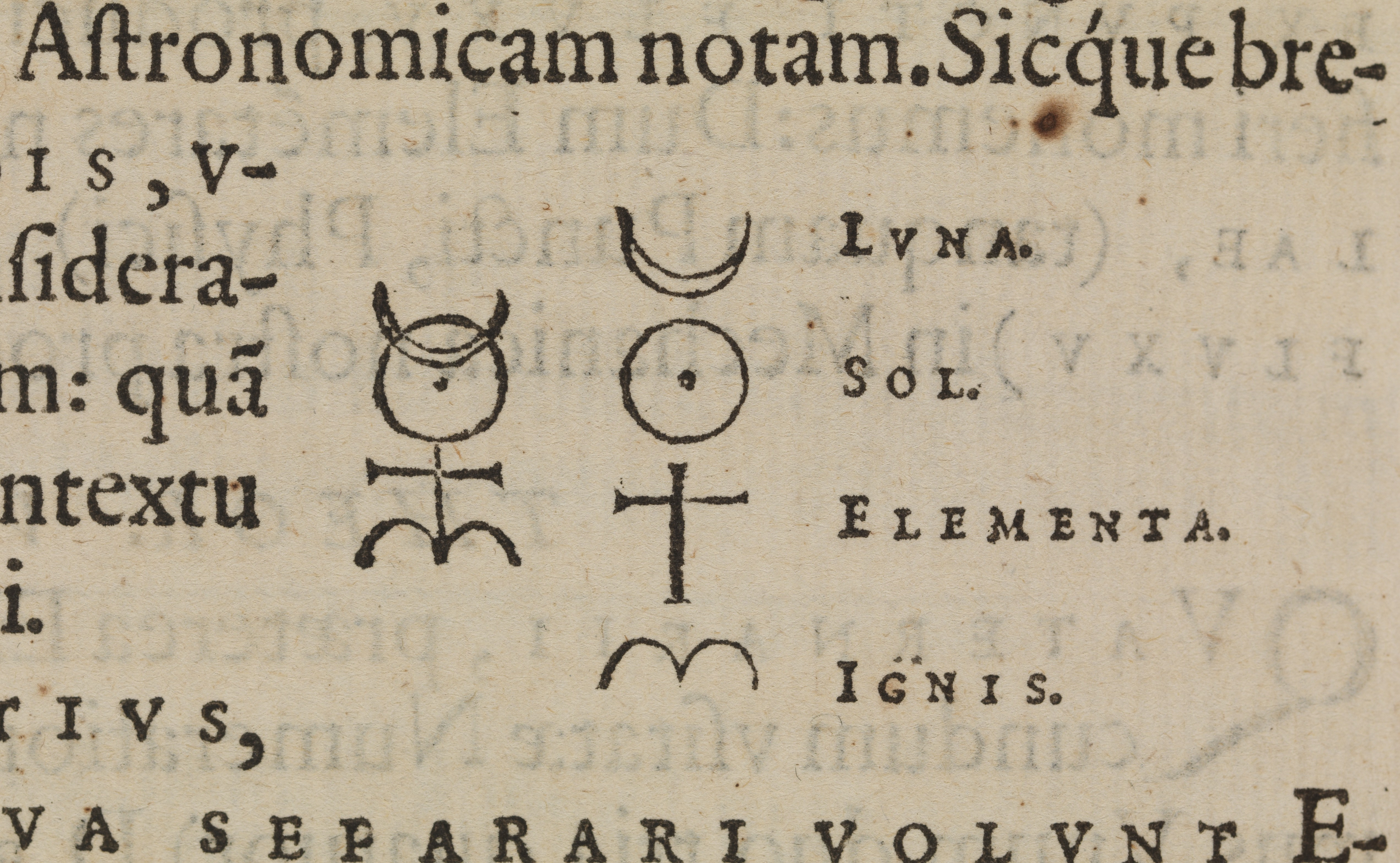
El glif inventat per Dee, les parts del qual es poden combinar en diferents formes.

El 1564 va publicar el seu llibre més significatiu, el Monas Hieroglyphica, en el qual combina l'astrologia, l'alquímia, el misticisme i la metafísica per exposar-les com una manifestació visual de la visió del món interconnectada de l'autor. El seu glif pretén encarnar un concepte profund, que representa la unitat de tota la creació influenciada per les forces celestes. Dee creia que aquest símbol contenia l'essència de la transformació alquímica i l'evolució espiritual i, meditant-hi, pretenia accedir al coneixement ocult que transcendia les barreres lingüístiques. Però més enllà de la simbologia, és un dels primers textos alquímics que fa un ús extensiu dels diagrames, més que de les imatges simbòliques tradicionals. La seva confiança en els diagrames és tal que es podria qualificar l'alquímia del llibre com una alquímia "diagramàtica".
Un efecte secundari d'aquests diagrames va ser l'avanç notable de les tècniques tipogràfiques de la impremta que van haver d'enfrontar el problema d'imprimir tots els símbols emprats per l'autor.

## Política
Al llarg de la seva vida, Dee va aplegar una biblioteca que fou de les grans d'Anglaterra. El seu estatus elevat com a intel·lectual d'anomenada li va permetre també jugar a la política a la cort. Ocasionalment, feu d'assessor i tutor de la reina Elisabet, i es relacionà amb els seus ministres Francis Walsingham i William Cecil Burghley. Dee també feu de tutor i va gaudir de la protecció d'altres personatges com Philip Sidney, el seu oncle Robert Dudley (favorit de la reina) i Edward Dyer. També va tenir de mecenes Christopher Hatton.